# Can You Hear My Heart
Nae ma-eumi deulrini (coréen : 내 마음이 들리니, connu aussi sous le nom de Can You Hear My Heart ou Listen to my heart?), est une série télévisée sud-coréenne en 30 épisodes. La série a été diffusée entre le 2 avril 2011 et le 10 juillet 2011 sur MBC en Corée du Sud,.

## Synopsis
Bong Woo-ri est une brillante jeune fille de âgée de 9 ans mais elle ne connaît pas son père biologique. Sa mère, sourde de naissance vit avec Bong Young-gyu, atteint d'un handicap mental, la mère de ce dernier et son fils, Bong Ma-roo. Ce dernier ne se sent pas à l'aise au sein de sa famille à propos du handicap de son père et du mariage de ce dernier avec une femme sourde. Pendant ce temps, Dong-joo vivait avec son grand-père, sa mère et son beau-père. Son grand-père était propriétaire de la société Yoo-kyung mais la compagnie est gérée par le beau-père en raison de la mauvaise santé du grand-père. Dong-joo rencontre Woo-ri et lui promet de lui apprendre à jouer du piano. Une soir, il assiste à l'assassinat de son grand-père, tué par son beau-père et devient sourd à la suite d'une chute d'une échelle. Lors de l'enterrement de son grand-père, la mère de Dong-joo a appris que son mari la trompait et qu'il était le père d'un autre enfant, Bong Ma-roo. La mère cache la surdité de son fils et l'emmène à l'étranger avec elle et le fils de son mari, Ma-roo afin de se venger. Pendant son séjour à l'étranger, Bong Ma-roo a changé son nom par Jang Joon-ha tandis que Dong-joo a appris à lire sur les lèvres et, de ce fait, il peut se comporter comme quelqu'un qui a une audition normale. Ils retournent en Corée du Sud seize ans plus tard et Dong-joo tente de revenir à la compagnie de sa mère et se venger sur son beau-père ...

## Distribution
- Kim Jae-won : Cha Dong-joo
  - Kang Chan-hee : Dong-joo jeune
- Hwang Jung-eum : Bong Woo-ri
  - Kim Sae-ron : Woo-ri jeune
- Namgoong Min : Jang Joon-ha
  - Seo Young-joo : Joon-ha/Bong Ma-roo jeune
- Ko Joon-hee : Kang Min-soo
- Lee Kyu-han : Lee Seung-chul
- Jeong Bo-seok : Bong Young-kyu
- Lee Hye-young : Tae Yeon-sook
- Song Seung-hwan : Choi Jin-chul
- Youn Yuh-jung : Hwang Soon-geum
- Kang Moon-young : Kim Shin-ae
- Kim Yeo-jin : Na Mi-sook
- Lee Sung-min : Lee Myung-gyun
- Hwang Young-hee : Mère de Seung-chul
- Noh Hee-ji : Park Dae-ri
- Kim Kwang-kyu : Directeur du jardin botanique

## Distinctions

### Récompenses
- MBC Drama Awards 2011 :
  - Prix d'excellence, acteur dans une mini-série pour Kim Jae-won
  - Prix d'excellence, actrice dans une mini-série pour Hwang Jung-eum
  - Prix de popularité, acteur pour Kim Jae-won
  - Golden Acting Award, actrice dans une mini-série pour Jeong Bo-seok

### Nominations
- 3e Korea Drama Awards : 
  - Meilleur acteur pour Kim Jae-won
  - Meilleur réalisateur pour Kim Sang-ho
- MBC Drama Awards 2011 :
  - Drama de l'année
  - Prix d'excellence, acteur dans une mini-série pour Namgoong Min
  - Prix de popularité, actrice pour Hwang Jung-eum
  - Prix du meilleur couple pour Kim Jae-won et Hwang Jung-eum